# Huelgas agrícolas de California de 1933

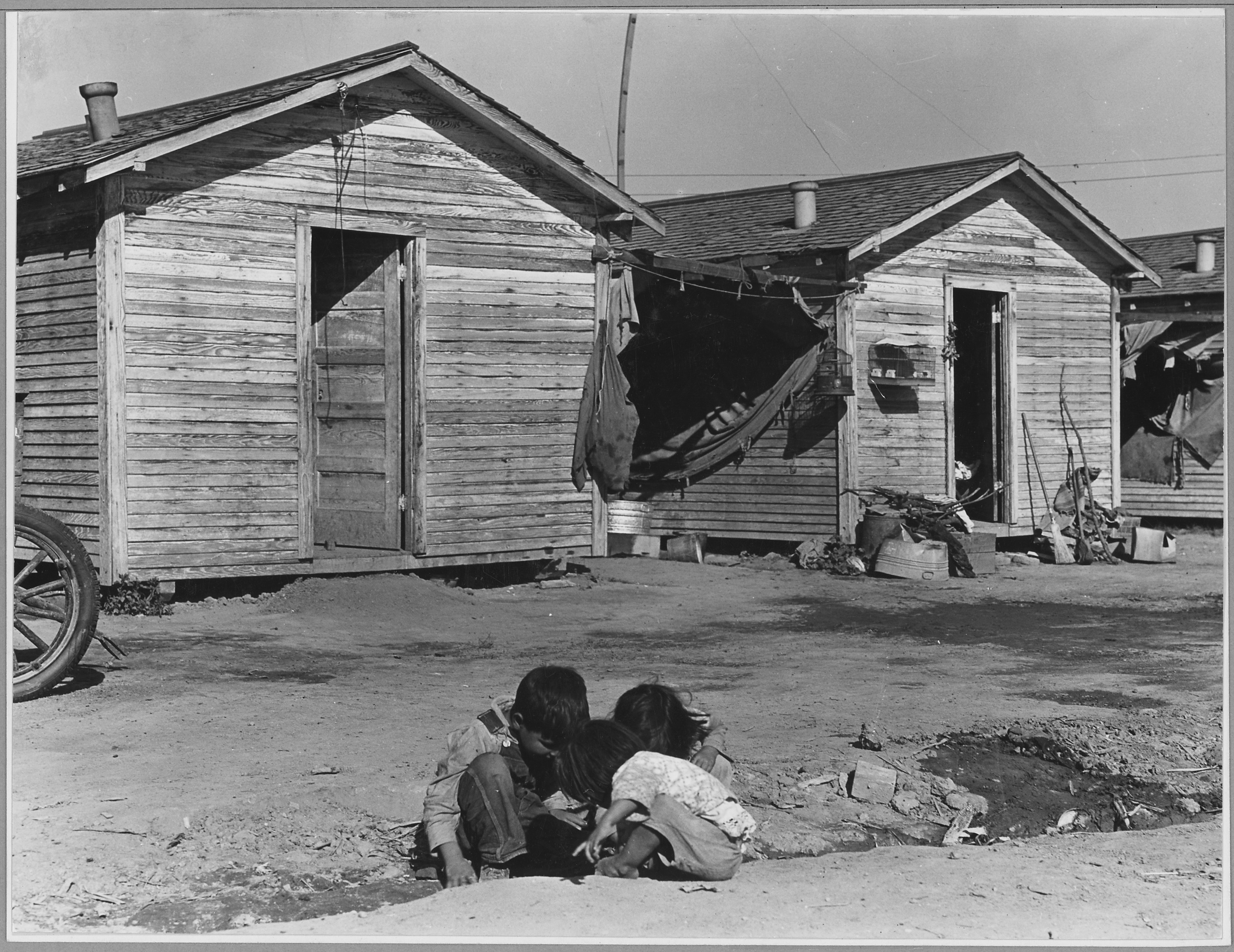
Vivienda de empresa para recolectores de algodón mexicanos en un gran rancho en Corcoran, California, Estados Unidos. Foto tomada en 1940.

Las huelgas agrícolas de California de 1933 fueron una serie de huelgas de trabajadores agrícolas, principalmente mexicanos y filipinos, en todo el Valle de San Joaquín en California, Estados Unidos. Más de 47 500 trabajadores participaron en la ola de aproximadamente 30 huelgas de 1931 a 1941. Veinticuatro de las huelgas, que involucraron a 37 500 sindicalistas, fueron lideradas por el Cannery and Agricultural Workers' Industrial Union (CAWIU, «Sindicato Industrial de Trabajadores de Conservas y Agrícolas»). Las huelgas generalmente son agrupadas porque la mayoría de ellas fueron organizadas por el CAWIU. Las acciones de huelga comenzaron en agosto entre los trabajadores de cerezas, uvas, melocotones, peras, remolacha azucarera y tomates, y culminaron en una serie de huelgas contra los productores de algodón en el Valle de San Joaquín en octubre. Las huelgas algodoneras involucraron al mayor número de trabajadores. Las fuentes varían en cuanto al número de personas involucradas en las huelgas algodoneras, con algunas fuentes afirmando 18 000 trabajadores y otras sólo 12 000 trabajadores, 80% de los cuales eran mexicanos.
En las huelgas del algodón de 1933, los trabajadores en huelga fueron desalojados de las viviendas de la empresa, mientras que los agricultores y el personal directivo fueron sustituidos por la policía local. Ataques de los empleadores contra trabajadores en huelga pacífica eran comunes y la comunidad circundante de banqueros, comerciantes, ministros y Boy Scouts alentó los ataques. Como dijo un alguacil: «Protegemos a nuestros granjeros aquí en el condado de Kern. Pero los mexicanos son basura. No tienen un nivel de vida. Los criamos como cerdos». En Pixley, California, dos huelguistas, Dolores Hernández y Delfino D'Ávila, fueron asesinados y otros ocho resultaron heridos luego de que «alguaciles locales entregaron seiscientos permisos ciudadanos para portar armas ocultas». Ocho agricultores enfrentaron cargos en los tiroteos, pero todos fueron absueltos. Otro hombre, Pedro Subia, fue asesinado cerca de Arvin, California. Los trabajadores vinieron de campamentos de toda el área de Bakersfield para conmemorar su vida en el Ayuntamiento de Bakersfield. Los organizadores de CAWIU, Pat Chambers y Caroline Decker, fueron arrestados y acusados en virtud de la Ley de Sindicalismo Criminal de California por sus actividades de organización laboral.

## Antecedentes
Los cultivadores de algodón en el Valle de San Joaquín utilizaron costos laborales extremadamente bajos para convertirse en el principal productor del mismo en el país, produciendo más algodón por acre que el Viejo Sur. Aunque los cultivadores de algodón de California pagaban marginalmente mejor que los cultivadores de algodón en otros estados, los salarios de los recolectores de algodón en California habían disminuido significativamente de $ 1.50 por cada cien libras en 1928 a solo 40 centavos por cien libras en 1932 (aunque la tasa podría llegar a los 60 centavos de dólar por cada cien libras de terreno recogido por segunda o tercera vez). Los salarios de los recolectores de algodón en el Valle de San Joaquín fueron establecidos por la Oficina de Trabajo Agrícola, una organización de empleadores. En 1929, la Gran Depresión redujo la demanda de algodón y muchos plantadores marginales perdieron sus activos ante el Bank of America y otros que tenían billetes. El gobierno de los Estados Unidos rescató a los productores en 1933, ofreciéndoles subsidios. Los recolectores esperaban que los productores los apoyaran con el rescate, pero esto no sucedió, lo que provocó la huelga.
El Cannery and Agricultural Workers' Industrial Union (CAWIU, «Sindicato Industrial de Trabajadores de Conservas y Agrícolas»), una organización de trabajadores comunistas, se había estado organizando en los campos de algodón durante algún tiempo, y en 1933 había llegado a proporcionar liderazgo a los recolectores de algodón, la mayoría de los cuales eran mexicanos. El CAWIU fue militante en sus demandas y amenazó con una huelga en todo el valle si no se cumplían. Estas demandas incluían un salario de $ 1.00 por cien libras de algodón recolectado, el reconocimiento de CAWIU como agente de negociación colectiva de los trabajadores y la abolición del «trabajo por contrato» (la contratación de un gran grupo de trabajadores para un trabajo de una sola vez o para mano de obra estacional). Estas demandas se hicieron en prácticamente todas las huelgas algodoneras que siguieron en 1933. El 18 de septiembre, las huelgas algodoneras fueron organizadas por un grupo de setenta y ocho hombres y mujeres que «concluyeron que al recolector promedio le tomaba 10 horas cosechar 300 libras. Los plantadores ofrecían 40 centavos por quintal, eso no era suficiente para comprar suficiente comida y gasolina para llegar al siguiente trabajo. Los trabajadores exigían un dólar por quintal». Los plantadores elevaron a regañadientes su oferta a 60 centavos, debido a la presión pública, pero esto no fue suficiente, por lo que comenzó la huelga.

## Huelgas algodoneras de octubre de 1933
Las huelgas algodoneras comenzaron el 4 de octubre de 1933 con el establecimiento de piquetes por parte de los trabajadores en el lugar de trabajo: «En el campamento West y el rancho Lowe, los piquetes eran poco comunicativos, pero su capitán se enteró de que los piquetes están organizados para turnos continuos durante veinticuatro horas. Todos llevaban carteles que decían 'Este rancho en huelga'». La huelga fue organizada principalmente por mujeres, debido a sus complejas redes sociales que les permitían comunicarse a través de los campamentos de trabajadores y compartir cuándo y dónde se produciría una huelga. Los Angeles Times informó que el motivo de las huelgas era obtener «un aumento de 40 centavos por cada cien libras para los piqueteros sobre la tasa establecida en la reciente reunión de la Oficina Agrícola del Valle de San Joaquín, y que los cultivadores de algodón de todo el condado de Kern acordaron mantener. La tasa establecida es de 60 centavos por cada cien libras».
Cuando los agricultores recibieron inicialmente la noticia de la huelga, movilizaron una guerra total contra ellos. Setenta y cinco plantadores del condado de Kings les dieron a los recolectores y a sus familias cinco minutos para cargar todas sus pertenencias en camiones y luego las arrojaron a la carretera. «El alguacil y yo les dijimos a los productores que no se preocuparan por los derechos de los recolectores de todos modos», dijo el fiscal de distrito del condado de Kings, Clarence Wilson. Afortunadamente para los trabajadores, el Sindicato Industrial de Trabajadores de Conservas y Agrícolas había alquilado espacios de campamento cerca de los centros de recolección de algodón, el más importante estaba en Corcoran. La gente del pueblo apenas toleraba a los trabajadores mexicanos y era difícil acceder a necesidades básicas como la atención médica. Como dijo una enfermera de Corcoran: «No, primero tenemos que bañarla. Ustedes los mexicanos están todos sucios». El primer día de la huelga, un vehículo de la Patrulla de Caminos de California atravesó la ciudad, a dos cuadras del cruce del ferrocarril, con una ametralladora montada. Rudy Castro, un testigo, afirmó que «estaban dispuestos a abatir a estos huelguistas, todo porque tuvieron la osadía de pedir más dinero». Había cerca de 3800 huelguistas en el campamento de Corcoran, y los trabajadores superaban en número a la gente del pueblo casi dos a uno. Se instaló una carpa en el campamento para unos setenta niños, mientras que, en otra zona del campamento, el residente de Corcoran, Lino Sánchez, facilitó las reuniones nocturnas.
Tres días después de las protestas, los cultivadores de algodón empezaron a preocuparse de que su cosecha de algodón no se recogería en su valor máximo y que los trabajadores enojados destruirían sus cosechas o dañarían a los trabajadores que participaron en la ruptura de huelgas. Dos días después, la huelga se tornó violenta y los trabajadores fueron desalojados de las viviendas de la empresa. En el condado de Tulare, hombres armados empleados por los agricultores se enfrentaron con los trabajadores en huelga y los organizadores laborales de CAWIU, y el personal de CAWIU fue expulsado a la fuerza del condado. Los productores de los condados de Kings, Fresno, Madera, Merced, Stanislaus y San Luis Obispo se armaron a sí mismos y a sus empleados, anunciando que ahuyentarían a los alborotadores. En el condado de Kern, unos 200 huelguistas y sus familias fueron desalojados de sus casas de campo propiedad de sus empleadores, arrojaron sus pertenencias a la carretera y se les dijo que se fueran del condado o enfrentaran problemas.
Las tensiones alcanzaron su punto máximo el 10 de octubre en Pixley cuando unos 30 ganaderos rodearon una reunión de trabajadores en huelga. Los ganaderos dispararon contra los huelguistas, matando a tres e hiriendo a varios más. Ese mismo día, un grupo de recolectores de uva en huelga se enfrentó a un grupo de agricultores armados en una granja cerca de Arvin, a unos 100 km al sur de Pixley. Después de varias horas de confrontación en la frontera de la tierra del empleador, los dos bandos comenzaron a atacarse (los trabajadores armados con postes de madera, los campesinos con la culata de sus rifles). Sonó un disparo y murió un trabajador en huelga, Pedro Subia. Un ayudante del alguacil arrojó una granada de gas lacrimógeno contra el grupo y los cultivadores abrieron fuego. Varios huelguistas resultaron heridos.

## Fin de las huelgas del algodón
Las huelgas algodoneras se interrumpieron a finales de octubre. Los asesinatos en Pixley y Arvin llevaron a la condena pública de las acciones de los agricultores, y la Patrulla de Caminos de California inundó el área para restaurar el orden. Los mediadores de huelgas federales y estatales llegaron para tratar de poner fin a las huelgas, y los funcionarios federales de obras públicas y bienestar llegaron para ver qué podían hacer para terminar con los problemas económicos que podrían estar causando las huelgas. Los trabajadores enojados deseaban tomar represalias armadas contra los agricultores, pero los líderes de CAWIU pudieron evitarlo. La opinión pública apoyó a los huelguistas con tanta fuerza ahora que el gobernador de California, James Rolph, acordó reunirse con los líderes sindicales para recibir sus demandas. Aunque Rolph se negó a enviar más policías o desarmar a los productores, anunció que la Administración de Ayuda de Emergencia del Estado gastaría dinero federal para brindar asistencia financiera a los trabajadores en huelga.
George Creel, presidente de la Junta Laboral Regional de la Junta Laboral Nacional (una agencia federal de relaciones laborales), comenzó a intervenir agresivamente como mediador en las huelgas. Aunque Creel carecía de poderes formales, su valentía y su aire de autoridad impresionaron tanto a los agricultores como a los trabajadores sindicales. Advirtió a los productores que la administración de Franklin D. Roosevelt suspendería la asistencia agrícola federal a California si continuaba la violencia, y propuso una comisión de investigación de tres miembros para resolver la huelga. Los productores estuvieron de acuerdo. Como Creel había asegurado a los productores que los trabajadores volverían a trabajar a razón de 60 centavos por cada cien libras mientras la comisión hacía su trabajo, tanto el gobierno federal como los funcionarios estatales organizaron un importante esfuerzo de «vuelta al trabajo» para poner fin a las huelgas el 14 de octubre.Sin embargo, el esfuerzo fracasó. Cuando los funcionarios estatales condicionaron la recepción de los pagos de ayuda a la vuelta al trabajo, los trabajadores en huelga se negaron a aceptarlos. El estado reanudó incondicionalmente los pagos el 21 de octubre. La comisión celebró sus audiencias el 19 y 20 de octubre. Impulsada por Creel, la comisión anunció el 23 de octubre que los productores deberían ofrecer una tasa de 75 centavos por cada cien libras. Los productores aceptaron esta solución el 25 de octubre. CAWIU pidió 80 centavos por cada cien libras y el reconocimiento del sindicato, pero Creel dijo que los pagos de ayuda se cortarían por completo si los trabajadores no estaban de acuerdo con la tarifa de la comisión. Aunque los trabajadores aparentemente estaban abrumadoramente a favor de continuar las huelgas, los líderes de CAWIU acordaron la solución de la comisión el 26 de octubre y pidieron el fin de todas las huelgas algodoneras que estaban en curso en California.

### Citaciones
1. 1 2  Bronfenbrenner, 1990, p. 79.
2. ↑  Rosales, F. Arturo (1997). Chicano! The History of the Mexican American Civil Rights Movement. Arte Público Press. p. 119. ISBN 9781611920949.
3. ↑  Bronfenbrenner, 1990, pp. 79-81.
4. 1 2 3  Acuña, 2007, p. 237.
5. ↑  Acuña, 2007.
6. ↑  Bronfenbrenner, 1990, p. 82.
7. 1 2  Acuña, 2007, p. 245.
8. 1 2  Guerin-Gonzales, 1994, pp. 121-122.
9. ↑  Acuña, 2007, p. 259.
10. 1 2 3  Acuña, 2007, pp. 237-238.
11. ↑  Barry, 1938, pp. 3-4.
12. ↑  Barry, 1938, p. 2.
13. ↑  Acuña, 2007, pp. 239-240.
14. 1 2  «News of the San Joaquin Valley: Cotton Strike Set Tomorrow». Los Angeles Times. 3 de octubre de 1933. p. 8.
15. ↑  Acuna, Rodolfo (2007). Corridors of Migration: The Odyssey of Mexican Laborers, 1600-1933. ISBN 978-0816528028.
16. ↑  Acuña, 2007, pp. 239-242.
17. ↑  «San Joaquin Valley News: Growers Move to Fight Strike». Los Angeles Times. 7 de octubre de 1933. p. 4.
18. ↑  «Strike War Flares Up». Los Angeles Times. 9 de octubre de 1933. pp. 1-2.
19. ↑  «California Clash Called 'Civil War'». The New York Times. 22 de octubre de 1933. p. E1.
20. ↑  Daniel, 1982, pp. 196, 201.
21. ↑  Daniel, 1982, p. 201.
22. ↑  Daniel, 1982, p. 202-203.
23. ↑  Daniel, 1982, p. 203.
24. ↑  Daniel, 1982, pp. 204-206, 212-218.
25. ↑  «California Forces End of the Cotton Strike». The New York Times. 26 de octubre de 1933. p. 35.

## Lectura adicional
- Bucki, Cecelia (2009). Social History of the United States: Volume 3, The 1930s (en inglés). Santa Barbara, California: ABC-CLIO. ISBN 9781851099214.
- Hosmer, Helen; Jarrell, Randall (1992). Helen Hosmer: A Radical Critic of California Agribusiness in the 1930s (en inglés). Santa Cruz, California: University of California, Santa Cruz.
- Loftis, Anne (1998). Witnesses to the Struggle: Imaging the 1930s California Labor Movement (en inglés). Reno, Nevada: University of Nevada Press. ISBN 9780874173055.
- Starr, Kevin (1997). Endangered Dreams: The Great Depression in California (en inglés). Nueva York: Oxford University Press. ISBN 9780195118025. (requiere suscripción).
- Weber, Devra (1994). Dark Sweat, White Gold: California Farm Workers, Cotton, and the New Deal (en inglés). Berkeley, California: University of California Press. ISBN 9780520918474.

- Datos: Q5020218